# Josh Laurent
Joshua Ishaele Jacob-Heron Laurent, né le 6 mai 1995 à Leytonstone, est un footballeur anglais qui évolue au poste de milieu de terrain à Burnley FC.

## Biographie
Il commence sa carrière à Queens Park Rangers, mais n'obtient jamais sa chance avec l'équipe première. Le 17 février 2014, il est prêté à Braintree Town. Le 22 février, il réalise ses débuts pour le club lors d'un match contre les Kidderminster Harriers.
Le 14 janvier 2015, il rejoint Brentford.
Le 1er février 2016, il rejoint Hartlepool United.
Le 1er février 2017, il rejoint Wigan Athletic.
Après un passage à Bury, il signe en faveur de Shrewsbury Town le 23 juillet 2018. Le 23 novembre 2019, il se met en évidence en étant l'auteur d'un doublé en League One (troisième division), lors de la réception du Bristol Rovers. Il ne peut toutefois empêcher la défaite de son équipe, 3-4.
Le 28 juillet 2020, il rejoint Reading. Lors de la saison 2020-2021, il inscrit trois buts en Championship (deuxième division) avec cette équipe.
Le 21 juin 2022, il rejoint Stoke City.
Le 30 août 2024, il rejoint Burnley.

## Palmarès

### En club
- Burnley
  - Vice-champion de Championship en 2025